# Abu-Muhàmmad II
Abu-Muhàmmad (II) Abd-Al·lah o, més senzillament, Abu-Muhàmmad II fou sultà abdalwadita de Tlemcen de 1528 a 1540.
Els primers anys va governar sense problemes, sota la protecció espanyola, pagant puntualment el tribut convingut. Però al cap d'un temps els xeics i marabuts el van pressionar per trencar amb els cristians i va fer una aliança secreta amb Khayr al-Din Barba-rossa, beglerbegi otomà d'Alger. Una vegada garantit el suport otomà, el sultà va fer públic el trencament amb Espanya, que no va reaccionar, ja que estava ocupada en altres afers més importants.
Va morir el 1540 i va deixar dos fills, Abu-Abd-Al·lah Muhàmmad i Abu-Zayyan Àhmad. El primer era el primogènit i hereu legítim i fou proclamat sultà com Abu-Abd-Al·lah VI.